# Liste des communes du Lot
Pour les autres listes de communes françaises, voir Listes des communes de France.
| - Le Lot en France métropolitaine. - Carte des communes du Lot. |

Cette page liste les 312 communes du département français du Lot au 1er janvier 2025.

## Historique
Le Lot est un département français créé à la Révolution française, le 4 mars 1790 en application de la loi du 22 décembre 1789, à partir de la province du Quercy.
Les communes du Lot étaient 340 le 1er janvier 2015, puis 326 le 1er janvier 2016 à la suite de la création des cinq communes nouvelles de Cœur de Causse, Montcuq-en-Quercy-Blanc, Sousceyrac-en-Quercy, Saint-Paul-Flaugnac et Les Pechs du Vers, puis 322 le 1er janvier 2017 à la suite de la création des trois communes nouvelles de Castelnau Montratier-Sainte Alauzie, Saint Géry-Vers et Bellefont-La Rauze, puis 320 le 1er janvier 2018 à la suite de la création de la commune nouvelle de Lendou-en-Quercy, puis 313 le 1er janvier 2019 à la suite de la création des quatre communes nouvelles de Barguelonne-en-Quercy, Cressensac-Sarrazac, Porte-du-Quercy et Le Vignon-en-Quercy.
Au 1er janvier 2025, les communes de Lhospitalet et Pern se sont regroupées pour former la commune nouvelle de Pern-Lhospitalet. Le nombre de communes du département passe alors de 313 à 312.

## Liste des communes
Le tableau suivant donne la liste des communes au 1er janvier 2025, en précisant leur code Insee, leur code postal principal, leur arrondissement, leur canton, leur intercommunalité, leur superficie, leur population et leur densité, d'après les chiffres de l'Insee issus du recensement 2022,.
| Nom                       | Code Insee | Code postal | Arrondissement | Canton                     | Intercommunalité                      | Superficie (km2) | Population (dernière pop. légale) | Densité (hab./km2) | Modifier                                    |
| ------------------------- | ---------- | ----------- | -------------- | -------------------------- | ------------------------------------- | ---------------- | --------------------------------- | ------------------ | ------------------------------------------- |
| Cahors (préfecture)       | 46042      | 46000       | Cahors         | Cahors-1 Cahors-2 Cahors-3 | CA Grand Cahors                       | 64,72            | 19 902 (2022)                     | 308                | modifier les données · modifier les données |
| Albas                     | 46001      | 46140       | Cahors         | Luzech                     | CC de la Vallée du Lot et du Vignoble | 21,84            | 529 (2022)                        | 24                 | modifier les données · modifier les données |
| Albiac                    | 46002      | 46500       | Figeac         | Gramat                     | CC Grand-Figeac                       | 3,83             | 88 (2022)                         | 23                 | modifier les données · modifier les données |
| Alvignac                  | 46003      | 46500       | Gourdon        | Gramat                     | CC Causses et Vallée de la Dordogne   | 13,05            | 694 (2022)                        | 53                 | modifier les données · modifier les données |
| Anglars                   | 46004      | 46120       | Figeac         | Lacapelle-Marival          | CC Grand-Figeac                       | 9,99             | 221 (2022)                        | 22                 | modifier les données · modifier les données |
| Anglars-Juillac           | 46005      | 46140       | Cahors         | Luzech                     | CC de la Vallée du Lot et du Vignoble | 5,48             | 334 (2022)                        | 61                 | modifier les données · modifier les données |
| Anglars-Nozac             | 46006      | 46300       | Gourdon        | Gourdon                    | CC Quercy-Bouriane                    | 9,83             | 397 (2022)                        | 40                 | modifier les données · modifier les données |
| Arcambal                  | 46007      | 46090       | Cahors         | Cahors-2                   | CA Grand Cahors                       | 23,11            | 1 000 (2022)                      | 43                 | modifier les données · modifier les données |
| Les Arques                | 46008      | 46250       | Gourdon        | Puy-l'Évêque               | CC Cazals-Salviac                     | 15,05            | 214 (2022)                        | 14                 | modifier les données · modifier les données |
| Assier                    | 46009      | 46320       | Figeac         | Lacapelle-Marival          | CC Grand-Figeac                       | 16,49            | 707 (2022)                        | 43                 | modifier les données · modifier les données |
| Aujols                    | 46010      | 46090       | Cahors         | Marches du Sud-Quercy      | CC du Pays de Lalbenque-Limogne       | 16,43            | 376 (2022)                        | 23                 | modifier les données · modifier les données |
| Autoire                   | 46011      | 46400       | Figeac         | Saint-Céré                 | CC Causses et Vallée de la Dordogne   | 7,15             | 376 (2022)                        | 53                 | modifier les données · modifier les données |
| Aynac                     | 46012      | 46120       | Figeac         | Saint-Céré                 | CC Grand-Figeac                       | 21,55            | 558 (2022)                        | 26                 | modifier les données · modifier les données |
| Bach                      | 46013      | 46230       | Cahors         | Marches du Sud-Quercy      | CC du Pays de Lalbenque-Limogne       | 21,02            | 207 (2022)                        | 9,8                | modifier les données · modifier les données |
| Bagnac-sur-Célé           | 46015      | 46270       | Figeac         | Figeac-2                   | CC Grand-Figeac                       | 22,29            | 1 481 (2022)                      | 66                 | modifier les données · modifier les données |
| Baladou                   | 46016      | 46600       | Gourdon        | Martel                     | CC Causses et Vallée de la Dordogne   | 15,74            | 391 (2022)                        | 25                 | modifier les données · modifier les données |
| Bannes                    | 46017      | 46400       | Figeac         | Saint-Céré                 | CC Causses et Vallée de la Dordogne   | 10,11            | 145 (2022)                        | 14                 | modifier les données · modifier les données |
| Barguelonne-en-Quercy     | 46263      | 46800       | Cahors         | Luzech                     | CC du Quercy Blanc                    | 46,11            | 706 (2022)                        | 15                 | modifier les données · modifier les données |
| Le Bastit                 | 46018      | 46500       | Gourdon        | Gramat                     | CC Causses et Vallée de la Dordogne   | 28,25            | 141 (2022)                        | 5,0                | modifier les données · modifier les données |
| Beauregard                | 46020      | 46260       | Cahors         | Marches du Sud-Quercy      | CC du Pays de Lalbenque-Limogne       | 15,30            | 228 (2022)                        | 15                 | modifier les données · modifier les données |
| Béduer                    | 46021      | 46100       | Figeac         | Figeac-1                   | CC Grand-Figeac                       | 24,78            | 732 (2022)                        | 30                 | modifier les données · modifier les données |
| Bélaye                    | 46022      | 46140       | Cahors         | Luzech                     | CC de la Vallée du Lot et du Vignoble | 18,69            | 204 (2022)                        | 11                 | modifier les données · modifier les données |
| Belfort-du-Quercy         | 46023      | 46230       | Cahors         | Marches du Sud-Quercy      | CC du Pays de Lalbenque-Limogne       | 36,19            | 508 (2022)                        | 14                 | modifier les données · modifier les données |
| Bellefont-La Rauze        | 46156      | 46090       | Cahors         | Cahors-2                   | CA Grand Cahors                       | 38,22            | 1 188 (2022)                      | 31                 | modifier les données · modifier les données |
| Belmont-Bretenoux         | 46024      | 46130       | Figeac         | Cère et Ségala             | CC Causses et Vallée de la Dordogne   | 6,65             | 406 (2022)                        | 61                 | modifier les données · modifier les données |
| Belmont-Sainte-Foi        | 46026      | 46230       | Cahors         | Marches du Sud-Quercy      | CC du Pays de Lalbenque-Limogne       | 9,01             | 129 (2022)                        | 14                 | modifier les données · modifier les données |
| Berganty                  | 46027      | 46090       | Cahors         | Causse et Vallées          | CC du Pays de Lalbenque-Limogne       | 6,98             | 138 (2022)                        | 20                 | modifier les données · modifier les données |
| Bessonies                 | 46338      | 46210       | Figeac         | Lacapelle-Marival          | CC Grand-Figeac                       | 7,41             | 74 (2022)                         | 10,0               | modifier les données · modifier les données |
| Bétaille                  | 46028      | 46110       | Gourdon        | Martel                     | CC Causses et Vallée de la Dordogne   | 13,99            | 1 073 (2022)                      | 77                 | modifier les données · modifier les données |
| Biars-sur-Cère            | 46029      | 46130       | Figeac         | Cère et Ségala             | CC Causses et Vallée de la Dordogne   | 3,63             | 1 968 (2022)                      | 542                | modifier les données · modifier les données |
| Bio                       | 46030      | 46500       | Gourdon        | Gramat                     | CC Causses et Vallée de la Dordogne   | 10,79            | 343 (2022)                        | 32                 | modifier les données · modifier les données |
| Blars                     | 46031      | 46330       | Gourdon        | Causse et Vallées          | CC du Causse de Labastide-Murat       | 25,68            | 135 (2022)                        | 5,3                | modifier les données · modifier les données |
| Boissières                | 46032      | 46150       | Cahors         | Causse et Bouriane         | CA Grand Cahors                       | 13,03            | 388 (2022)                        | 30                 | modifier les données · modifier les données |
| Le Bourg                  | 46034      | 46120       | Figeac         | Lacapelle-Marival          | CC Grand-Figeac                       | 13,15            | 301 (2022)                        | 23                 | modifier les données · modifier les données |
| Boussac                   | 46035      | 46100       | Figeac         | Figeac-1                   | CC Grand-Figeac                       | 7,77             | 182 (2022)                        | 23                 | modifier les données · modifier les données |
| Le Bouyssou               | 46036      | 46120       | Figeac         | Lacapelle-Marival          | CC Grand-Figeac                       | 5,62             | 122 (2022)                        | 22                 | modifier les données · modifier les données |
| Bouziès                   | 46037      | 46330       | Cahors         | Causse et Vallées          | CA Grand Cahors                       | 8,20             | 94 (2022)                         | 11                 | modifier les données · modifier les données |
| Brengues                  | 46039      | 46320       | Figeac         | Causse et Vallées          | CC Grand-Figeac                       | 20,56            | 197 (2022)                        | 9,6                | modifier les données · modifier les données |
| Bretenoux                 | 46038      | 46130       | Figeac         | Cère et Ségala             | CC Causses et Vallée de la Dordogne   | 5,69             | 1 429 (2022)                      | 251                | modifier les données · modifier les données |
| Cabrerets                 | 46040      | 46330       | Cahors         | Causse et Vallées          | CA Grand Cahors                       | 43,38            | 222 (2022)                        | 5,1                | modifier les données · modifier les données |
| Cadrieu                   | 46041      | 46160       | Figeac         | Causse et Vallées          | CC Grand-Figeac                       | 5,24             | 168 (2022)                        | 32                 | modifier les données · modifier les données |
| Cahus                     | 46043      | 46130       | Figeac         | Cère et Ségala             | CC Causses et Vallée de la Dordogne   | 10,01            | 185 (2022)                        | 18                 | modifier les données · modifier les données |
| Caillac                   | 46044      | 46140       | Cahors         | Luzech                     | CA Grand Cahors                       | 7,44             | 590 (2022)                        | 79                 | modifier les données · modifier les données |
| Cajarc                    | 46045      | 46160       | Figeac         | Causse et Vallées          | CC Grand-Figeac                       | 25,10            | 1 134 (2022)                      | 45                 | modifier les données · modifier les données |
| Calamane                  | 46046      | 46150       | Cahors         | Causse et Bouriane         | CA Grand Cahors                       | 7,60             | 458 (2022)                        | 60                 | modifier les données · modifier les données |
| Calès                     | 46047      | 46350       | Gourdon        | Souillac                   | CC Causses et Vallée de la Dordogne   | 34,23            | 165 (2022)                        | 4,8                | modifier les données · modifier les données |
| Calvignac                 | 46049      | 46160       | Figeac         | Causse et Vallées          | CC Grand-Figeac                       | 17,89            | 241 (2022)                        | 13                 | modifier les données · modifier les données |
| Cambayrac                 | 46050      | 46140       | Cahors         | Luzech                     | CC de la Vallée du Lot et du Vignoble | 7,39             | 135 (2022)                        | 18                 | modifier les données · modifier les données |
| Cambes                    | 46051      | 46100       | Figeac         | Figeac-1                   | CC Grand-Figeac                       | 6,57             | 347 (2022)                        | 53                 | modifier les données · modifier les données |
| Camboulit                 | 46052      | 46100       | Figeac         | Figeac-1                   | CC Grand-Figeac                       | 5,19             | 254 (2022)                        | 49                 | modifier les données · modifier les données |
| Camburat                  | 46053      | 46100       | Figeac         | Figeac-1                   | CC Grand-Figeac                       | 8,03             | 445 (2022)                        | 55                 | modifier les données · modifier les données |
| Caniac-du-Causse          | 46054      | 46240       | Gourdon        | Causse et Vallées          | CC du Causse de Labastide-Murat       | 35,00            | 379 (2022)                        | 11                 | modifier les données · modifier les données |
| Capdenac                  | 46055      | 46100       | Figeac         | Figeac-2                   | CC Grand-Figeac                       | 10,90            | 1 070 (2022)                      | 98                 | modifier les données · modifier les données |
| Carayac                   | 46056      | 46160       | Figeac         | Causse et Vallées          | CC Grand-Figeac                       | 6,87             | 107 (2022)                        | 16                 | modifier les données · modifier les données |
| Cardaillac                | 46057      | 46100       | Figeac         | Lacapelle-Marival          | CC Grand-Figeac                       | 18,10            | 621 (2022)                        | 34                 | modifier les données · modifier les données |
| Carennac                  | 46058      | 46110       | Gourdon        | Martel                     | CC Causses et Vallée de la Dordogne   | 19,00            | 426 (2022)                        | 22                 | modifier les données · modifier les données |
| Carlucet                  | 46059      | 46500       | Gourdon        | Gramat                     | CC Causses et Vallée de la Dordogne   | 33,70            | 224 (2022)                        | 6,6                | modifier les données · modifier les données |
| Carnac-Rouffiac           | 46060      | 46140       | Cahors         | Luzech                     | CC de la Vallée du Lot et du Vignoble | 13,57            | 230 (2022)                        | 17                 | modifier les données · modifier les données |
| Cassagnes                 | 46061      | 46700       | Cahors         | Puy-l'Évêque               | CC de la Vallée du Lot et du Vignoble | 11,62            | 174 (2022)                        | 15                 | modifier les données · modifier les données |
| Castelfranc               | 46062      | 46140       | Cahors         | Luzech                     | CC de la Vallée du Lot et du Vignoble | 5,71             | 425 (2022)                        | 74                 | modifier les données · modifier les données |
| Castelnau-Montratier      | 46063      | 46170       | Cahors         | Marches du Sud-Quercy      | CC du Quercy Blanc                    | 84,76            | 1 827 (2022)                      | 22                 | modifier les données · modifier les données |
| Catus                     | 46064      | 46150       | Cahors         | Causse et Bouriane         | CA Grand Cahors                       | 21,32            | 919 (2022)                        | 43                 | modifier les données · modifier les données |
| Cavagnac                  | 46065      | 46110       | Gourdon        | Martel                     | CC Causses et Vallée de la Dordogne   | 10,34            | 415 (2022)                        | 40                 | modifier les données · modifier les données |
| Cazals                    | 46066      | 46250       | Gourdon        | Gourdon                    | CC Cazals-Salviac                     | 10,57            | 651 (2022)                        | 62                 | modifier les données · modifier les données |
| Cénevières                | 46068      | 46330       | Cahors         | Causse et Vallées          | CC du Pays de Lalbenque-Limogne       | 15,69            | 179 (2022)                        | 11                 | modifier les données · modifier les données |
| Cézac                     | 46069      | 46170       | Cahors         | Marches du Sud-Quercy      | CC du Quercy Blanc                    | 17,34            | 178 (2022)                        | 10                 | modifier les données · modifier les données |
| Cieurac                   | 46070      | 46230       | Cahors         | Cahors-3                   | CA Grand Cahors                       | 18,70            | 647 (2022)                        | 35                 | modifier les données · modifier les données |
| Cœur de Causse            | 46138      | 46240       | Gourdon        | Causse et Vallées          | CC du Causse de Labastide-Murat       | 70,76            | 890 (2022)                        | 13                 | modifier les données · modifier les données |
| Concorès                  | 46072      | 46310       | Gourdon        | Causse et Bouriane         | CC Quercy-Bouriane                    | 19,00            | 303 (2022)                        | 16                 | modifier les données · modifier les données |
| Concots                   | 46073      | 46260       | Cahors         | Marches du Sud-Quercy      | CC du Pays de Lalbenque-Limogne       | 26,02            | 409 (2022)                        | 16                 | modifier les données · modifier les données |
| Condat                    | 46074      | 46110       | Gourdon        | Martel                     | CC Causses et Vallée de la Dordogne   | 6,12             | 399 (2022)                        | 65                 | modifier les données · modifier les données |
| Corn                      | 46075      | 46100       | Figeac         | Figeac-1                   | CC Grand-Figeac                       | 15,26            | 238 (2022)                        | 16                 | modifier les données · modifier les données |
| Cornac                    | 46076      | 46130       | Figeac         | Cère et Ségala             | CC Causses et Vallée de la Dordogne   | 13,76            | 360 (2022)                        | 26                 | modifier les données · modifier les données |
| Couzou                    | 46078      | 46500       | Gourdon        | Gramat                     | CC Causses et Vallée de la Dordogne   | 21,72            | 96 (2022)                         | 4,4                | modifier les données · modifier les données |
| Cras                      | 46079      | 46360       | Gourdon        | Causse et Vallées          | CC du Causse de Labastide-Murat       | 10,22            | 99 (2022)                         | 9,7                | modifier les données · modifier les données |
| Crayssac                  | 46080      | 46150       | Cahors         | Causse et Bouriane         | CA Grand Cahors                       | 14,95            | 823 (2022)                        | 55                 | modifier les données · modifier les données |
| Crégols                   | 46081      | 46330       | Cahors         | Causse et Vallées          | CC du Pays de Lalbenque-Limogne       | 18,35            | 82 (2022)                         | 4,5                | modifier les données · modifier les données |
| Cremps                    | 46082      | 46230       | Cahors         | Marches du Sud-Quercy      | CC du Pays de Lalbenque-Limogne       | 19,66            | 389 (2022)                        | 20                 | modifier les données · modifier les données |
| Cressensac-Sarrazac       | 46083      | 46600       | Gourdon        | Martel                     | CC Causses et Vallée de la Dordogne   | 41,42            | 1 154 (2022)                      | 28                 | modifier les données · modifier les données |
| Creysse                   | 46084      | 46600       | Gourdon        | Martel                     | CC Causses et Vallée de la Dordogne   | 9,51             | 311 (2022)                        | 33                 | modifier les données · modifier les données |
| Cuzac                     | 46085      | 46270       | Figeac         | Figeac-2                   | CC Grand-Figeac                       | 5,02             | 242 (2022)                        | 48                 | modifier les données · modifier les données |
| Cuzance                   | 46086      | 46600       | Gourdon        | Martel                     | CC Causses et Vallée de la Dordogne   | 29,74            | 655 (2022)                        | 22                 | modifier les données · modifier les données |
| Dégagnac                  | 46087      | 46340       | Gourdon        | Gourdon                    | CC Cazals-Salviac                     | 37,90            | 637 (2022)                        | 17                 | modifier les données · modifier les données |
| Douelle                   | 46088      | 46140       | Cahors         | Luzech                     | CA Grand Cahors                       | 8,77             | 834 (2022)                        | 95                 | modifier les données · modifier les données |
| Duravel                   | 46089      | 46700       | Cahors         | Puy-l'Évêque               | CC de la Vallée du Lot et du Vignoble | 14,97            | 946 (2022)                        | 63                 | modifier les données · modifier les données |
| Durbans                   | 46090      | 46320       | Figeac         | Gramat                     | CC Grand-Figeac                       | 27,81            | 160 (2022)                        | 5,8                | modifier les données · modifier les données |
| Escamps                   | 46091      | 46230       | Cahors         | Marches du Sud-Quercy      | CC du Pays de Lalbenque-Limogne       | 12,11            | 209 (2022)                        | 17                 | modifier les données · modifier les données |
| Esclauzels                | 46092      | 46090       | Cahors         | Causse et Vallées          | CC du Pays de Lalbenque-Limogne       | 17,73            | 218 (2022)                        | 12                 | modifier les données · modifier les données |
| Espagnac-Sainte-Eulalie   | 46093      | 46320       | Figeac         | Causse et Vallées          | CC Grand-Figeac                       | 9,75             | 92 (2022)                         | 9,4                | modifier les données · modifier les données |
| Espédaillac               | 46094      | 46320       | Figeac         | Causse et Vallées          | CC Grand-Figeac                       | 34,93            | 282 (2022)                        | 8,1                | modifier les données · modifier les données |
| Espère                    | 46095      | 46090       | Cahors         | Causse et Bouriane         | CA Grand Cahors                       | 6,31             | 987 (2022)                        | 156                | modifier les données · modifier les données |
| Espeyroux                 | 46096      | 46120       | Figeac         | Lacapelle-Marival          | CC Grand-Figeac                       | 7,64             | 96 (2022)                         | 13                 | modifier les données · modifier les données |
| Estal                     | 46097      | 46130       | Figeac         | Cère et Ségala             | CC Causses et Vallée de la Dordogne   | 6,04             | 106 (2022)                        | 18                 | modifier les données · modifier les données |
| Fajoles                   | 46098      | 46300       | Gourdon        | Souillac                   | CC Quercy-Bouriane                    | 8,98             | 313 (2022)                        | 35                 | modifier les données · modifier les données |
| Faycelles                 | 46100      | 46100       | Figeac         | Figeac-1                   | CC Grand-Figeac                       | 14,08            | 722 (2022)                        | 51                 | modifier les données · modifier les données |
| Felzins                   | 46101      | 46270       | Figeac         | Figeac-2                   | CC Grand-Figeac                       | 15,00            | 467 (2022)                        | 31                 | modifier les données · modifier les données |
| Figeac                    | 46102      | 46100       | Figeac         | Figeac-1 Figeac-2          | CC Grand-Figeac                       | 35,16            | 9 757 (2022)                      | 278                | modifier les données · modifier les données |
| Flaujac-Gare              | 46104      | 46320       | Figeac         | Gramat                     | CC Grand-Figeac                       | 8,09             | 86 (2022)                         | 11                 | modifier les données · modifier les données |
| Flaujac-Poujols           | 46105      | 46090       | Cahors         | Cahors-3                   | CC du Pays de Lalbenque-Limogne       | 12,64            | 805 (2022)                        | 64                 | modifier les données · modifier les données |
| Floirac                   | 46106      | 46600       | Gourdon        | Martel                     | CC Causses et Vallée de la Dordogne   | 19,02            | 240 (2022)                        | 13                 | modifier les données · modifier les données |
| Floressas                 | 46107      | 46700       | Cahors         | Puy-l'Évêque               | CC de la Vallée du Lot et du Vignoble | 13,84            | 179 (2022)                        | 13                 | modifier les données · modifier les données |
| Fons                      | 46108      | 46100       | Figeac         | Figeac-1                   | CC Grand-Figeac                       | 14,95            | 403 (2022)                        | 27                 | modifier les données · modifier les données |
| Fontanes                  | 46109      | 46230       | Cahors         | Marches du Sud-Quercy      | CA Grand Cahors                       | 16,44            | 533 (2022)                        | 32                 | modifier les données · modifier les données |
| Fourmagnac                | 46111      | 46100       | Figeac         | Figeac-1                   | CC Grand-Figeac                       | 3,78             | 176 (2022)                        | 47                 | modifier les données · modifier les données |
| Francoulès                | 46112      | 46090       | Cahors         | Causse et Bouriane         | CA Grand Cahors                       | 13,61            | 262 (2022)                        | 19                 | modifier les données · modifier les données |
| Frayssinet                | 46113      | 46310       | Gourdon        | Causse et Bouriane         | CC du Causse de Labastide-Murat       | 16,83            | 312 (2022)                        | 19                 | modifier les données · modifier les données |
| Frayssinet-le-Gélat       | 46114      | 46250       | Gourdon        | Puy-l'Évêque               | CC Cazals-Salviac                     | 23,14            | 375 (2022)                        | 16                 | modifier les données · modifier les données |
| Frayssinhes               | 46115      | 46400       | Figeac         | Saint-Céré                 | CC Causses et Vallée de la Dordogne   | 12,15            | 165 (2022)                        | 14                 | modifier les données · modifier les données |
| Frontenac                 | 46116      | 46160       | Figeac         | Causse et Vallées          | CC Grand-Figeac                       | 2,84             | 70 (2022)                         | 25                 | modifier les données · modifier les données |
| Gagnac-sur-Cère           | 46117      | 46130       | Figeac         | Cère et Ségala             | CC Causses et Vallée de la Dordogne   | 12,83            | 657 (2022)                        | 51                 | modifier les données · modifier les données |
| Gignac                    | 46118      | 46600       | Gourdon        | Souillac                   | CC Causses et Vallée de la Dordogne   | 40,66            | 683 (2022)                        | 17                 | modifier les données · modifier les données |
| Gigouzac                  | 46119      | 46150       | Cahors         | Causse et Bouriane         | CA Grand Cahors                       | 9,91             | 304 (2022)                        | 31                 | modifier les données · modifier les données |
| Gindou                    | 46120      | 46250       | Gourdon        | Gourdon                    | CC Cazals-Salviac                     | 15,65            | 357 (2022)                        | 23                 | modifier les données · modifier les données |
| Ginouillac                | 46121      | 46300       | Gourdon        | Causse et Bouriane         | CC du Causse de Labastide-Murat       | 9,42             | 141 (2022)                        | 15                 | modifier les données · modifier les données |
| Gintrac                   | 46122      | 46130       | Figeac         | Cère et Ségala             | CC Causses et Vallée de la Dordogne   | 6,79             | 95 (2022)                         | 14                 | modifier les données · modifier les données |
| Girac                     | 46123      | 46130       | Figeac         | Cère et Ségala             | CC Causses et Vallée de la Dordogne   | 4,40             | 353 (2022)                        | 80                 | modifier les données · modifier les données |
| Glanes                    | 46124      | 46130       | Figeac         | Cère et Ségala             | CC Causses et Vallée de la Dordogne   | 2,72             | 296 (2022)                        | 109                | modifier les données · modifier les données |
| Gorses                    | 46125      | 46210       | Figeac         | Lacapelle-Marival          | CC Grand-Figeac                       | 35,60            | 340 (2022)                        | 9,6                | modifier les données · modifier les données |
| Goujounac                 | 46126      | 46250       | Gourdon        | Puy-l'Évêque               | CC Cazals-Salviac                     | 10,38            | 219 (2022)                        | 21                 | modifier les données · modifier les données |
| Gourdon                   | 46127      | 46300       | Gourdon        | Gourdon                    | CC Quercy-Bouriane                    | 45,56            | 4 080 (2022)                      | 90                 | modifier les données · modifier les données |
| Gramat                    | 46128      | 46500       | Gourdon        | Gramat                     | CC Causses et Vallée de la Dordogne   | 57,07            | 3 496 (2022)                      | 61                 | modifier les données · modifier les données |
| Gréalou                   | 46129      | 46160       | Figeac         | Causse et Vallées          | CC Grand-Figeac                       | 17,50            | 302 (2022)                        | 17                 | modifier les données · modifier les données |
| Grézels                   | 46130      | 46700       | Cahors         | Puy-l'Évêque               | CC de la Vallée du Lot et du Vignoble | 10,79            | 235 (2022)                        | 22                 | modifier les données · modifier les données |
| Grèzes                    | 46131      | 46320       | Figeac         | Causse et Vallées          | CC Grand-Figeac                       | 11,02            | 158 (2022)                        | 14                 | modifier les données · modifier les données |
| Issendolus                | 46132      | 46500       | Figeac         | Gramat                     | CC Grand-Figeac                       | 18,91            | 523 (2022)                        | 28                 | modifier les données · modifier les données |
| Issepts                   | 46133      | 46320       | Figeac         | Lacapelle-Marival          | CC Grand-Figeac                       | 9,15             | 277 (2022)                        | 30                 | modifier les données · modifier les données |
| Les Junies                | 46134      | 46150       | Cahors         | Puy-l'Évêque               | CA Grand Cahors                       | 13,06            | 252 (2022)                        | 19                 | modifier les données · modifier les données |
| Labastide-du-Haut-Mont    | 46135      | 46210       | Figeac         | Lacapelle-Marival          | CC Grand-Figeac                       | 9,85             | 44 (2022)                         | 4,5                | modifier les données · modifier les données |
| Labastide-du-Vert         | 46136      | 46150       | Cahors         | Causse et Bouriane         | CA Grand Cahors                       | 10,44            | 276 (2022)                        | 26                 | modifier les données · modifier les données |
| Labastide-Marnhac         | 46137      | 46090       | Cahors         | Cahors-3                   | CA Grand Cahors                       | 28,87            | 1 316 (2022)                      | 46                 | modifier les données · modifier les données |
| Labathude                 | 46139      | 46120       | Figeac         | Lacapelle-Marival          | CC Grand-Figeac                       | 10,05            | 201 (2022)                        | 20                 | modifier les données · modifier les données |
| Laburgade                 | 46140      | 46230       | Cahors         | Marches du Sud-Quercy      | CC du Pays de Lalbenque-Limogne       | 12,57            | 374 (2022)                        | 30                 | modifier les données · modifier les données |
| Lacapelle-Cabanac         | 46142      | 46700       | Cahors         | Puy-l'Évêque               | CC de la Vallée du Lot et du Vignoble | 8,04             | 172 (2022)                        | 21                 | modifier les données · modifier les données |
| Lacapelle-Marival         | 46143      | 46120       | Figeac         | Lacapelle-Marival          | CC Grand-Figeac                       | 11,61            | 1 278 (2022)                      | 110                | modifier les données · modifier les données |
| Lacave                    | 46144      | 46200       | Gourdon        | Souillac                   | CC Causses et Vallée de la Dordogne   | 21,19            | 264 (2022)                        | 12                 | modifier les données · modifier les données |
| Lachapelle-Auzac          | 46145      | 46200       | Gourdon        | Souillac                   | CC Causses et Vallée de la Dordogne   | 31,34            | 796 (2022)                        | 25                 | modifier les données · modifier les données |
| Ladirat                   | 46146      | 46400       | Figeac         | Saint-Céré                 | CC Causses et Vallée de la Dordogne   | 8,93             | 89 (2022)                         | 10,0               | modifier les données · modifier les données |
| Lagardelle                | 46147      | 46220       | Cahors         | Puy-l'Évêque               | CC de la Vallée du Lot et du Vignoble | 3,07             | 124 (2022)                        | 40                 | modifier les données · modifier les données |
| Lalbenque                 | 46148      | 46230       | Cahors         | Marches du Sud-Quercy      | CC du Pays de Lalbenque-Limogne       | 52,24            | 1 878 (2022)                      | 36                 | modifier les données · modifier les données |
| Lamagdelaine              | 46149      | 46090       | Cahors         | Cahors-2                   | CA Grand Cahors                       | 10,58            | 716 (2022)                        | 68                 | modifier les données · modifier les données |
| Lamothe-Cassel            | 46151      | 46240       | Gourdon        | Causse et Bouriane         | CC Quercy-Bouriane                    | 11,35            | 113 (2022)                        | 10,0               | modifier les données · modifier les données |
| Lamothe-Fénelon           | 46152      | 46350       | Gourdon        | Souillac                   | CC Causses et Vallée de la Dordogne   | 13,99            | 318 (2022)                        | 23                 | modifier les données · modifier les données |
| Lanzac                    | 46153      | 46200       | Gourdon        | Souillac                   | CC Causses et Vallée de la Dordogne   | 14,62            | 571 (2022)                        | 39                 | modifier les données · modifier les données |
| Laramière                 | 46154      | 46260       | Cahors         | Marches du Sud-Quercy      | CC Ouest Aveyron Communauté           | 22,08            | 353 (2022)                        | 16                 | modifier les données · modifier les données |
| Larnagol                  | 46155      | 46160       | Figeac         | Causse et Vallées          | CC Grand-Figeac                       | 24,36            | 136 (2022)                        | 5,6                | modifier les données · modifier les données |
| Larroque-Toirac           | 46157      | 46160       | Figeac         | Causse et Vallées          | CC Grand-Figeac                       | 6,56             | 132 (2022)                        | 20                 | modifier les données · modifier les données |
| Latouille-Lentillac       | 46159      | 46400       | Figeac         | Saint-Céré                 | CC Causses et Vallée de la Dordogne   | 11,71            | 246 (2022)                        | 21                 | modifier les données · modifier les données |
| Latronquière              | 46160      | 46210       | Figeac         | Lacapelle-Marival          | CC Grand-Figeac                       | 10,37            | 429 (2022)                        | 41                 | modifier les données · modifier les données |
| Lauresses                 | 46161      | 46210       | Figeac         | Lacapelle-Marival          | CC Grand-Figeac                       | 23,73            | 242 (2022)                        | 10                 | modifier les données · modifier les données |
| Lauzès                    | 46162      | 46360       | Gourdon        | Causse et Vallées          | CC du Causse de Labastide-Murat       | 6,39             | 205 (2022)                        | 32                 | modifier les données · modifier les données |
| Laval-de-Cère             | 46163      | 46130       | Figeac         | Cère et Ségala             | CC Causses et Vallée de la Dordogne   | 7,98             | 292 (2022)                        | 37                 | modifier les données · modifier les données |
| Lavercantière             | 46164      | 46340       | Gourdon        | Gourdon                    | CC Cazals-Salviac                     | 14,99            | 244 (2022)                        | 16                 | modifier les données · modifier les données |
| Lavergne                  | 46165      | 46500       | Gourdon        | Gramat                     | CC Causses et Vallée de la Dordogne   | 8,82             | 485 (2022)                        | 55                 | modifier les données · modifier les données |
| Lendou-en-Quercy          | 46262      | 46800       | Cahors         | Luzech                     | CC du Quercy Blanc                    | 42,46            | 620 (2022)                        | 15                 | modifier les données · modifier les données |
| Lentillac-du-Causse       | 46167      | 46330       | Gourdon        | Causse et Vallées          | CC du Causse de Labastide-Murat       | 13,68            | 108 (2022)                        | 7,9                | modifier les données · modifier les données |
| Lentillac-Saint-Blaise    | 46168      | 46100       | Figeac         | Figeac-2                   | CC Grand-Figeac                       | 5,75             | 191 (2022)                        | 33                 | modifier les données · modifier les données |
| Léobard                   | 46169      | 46300       | Gourdon        | Gourdon                    | CC Cazals-Salviac                     | 10,30            | 224 (2022)                        | 22                 | modifier les données · modifier les données |
| Leyme                     | 46170      | 46120       | Figeac         | Saint-Céré                 | CC Grand-Figeac                       | 10,16            | 929 (2022)                        | 91                 | modifier les données · modifier les données |
| Lherm                     | 46171      | 46150       | Cahors         | Puy-l'Évêque               | CA Grand Cahors                       | 13,47            | 234 (2022)                        | 17                 | modifier les données · modifier les données |
| Limogne-en-Quercy         | 46173      | 46260       | Cahors         | Marches du Sud-Quercy      | CC du Pays de Lalbenque-Limogne       | 32,31            | 842 (2022)                        | 26                 | modifier les données · modifier les données |
| Linac                     | 46174      | 46270       | Figeac         | Figeac-2                   | CC Grand-Figeac                       | 12,30            | 235 (2022)                        | 19                 | modifier les données · modifier les données |
| Lissac-et-Mouret          | 46175      | 46100       | Figeac         | Figeac-1                   | CC Grand-Figeac                       | 15,55            | 943 (2022)                        | 61                 | modifier les données · modifier les données |
| Livernon                  | 46176      | 46320       | Figeac         | Lacapelle-Marival          | CC Grand-Figeac                       | 25,86            | 720 (2022)                        | 28                 | modifier les données · modifier les données |
| Loubressac                | 46177      | 46130       | Figeac         | Saint-Céré                 | CC Causses et Vallée de la Dordogne   | 23,75            | 514 (2022)                        | 22                 | modifier les données · modifier les données |
| Loupiac                   | 46178      | 46350       | Gourdon        | Souillac                   | CC Causses et Vallée de la Dordogne   | 12,65            | 273 (2022)                        | 22                 | modifier les données · modifier les données |
| Lugagnac                  | 46179      | 46260       | Cahors         | Marches du Sud-Quercy      | CC du Pays de Lalbenque-Limogne       | 15,81            | 134 (2022)                        | 8,5                | modifier les données · modifier les données |
| Lunan                     | 46180      | 46100       | Figeac         | Figeac-2                   | CC Grand-Figeac                       | 6,15             | 614 (2022)                        | 100                | modifier les données · modifier les données |
| Lunegarde                 | 46181      | 46240       | Gourdon        | Causse et Vallées          | CC du Causse de Labastide-Murat       | 10,43            | 94 (2022)                         | 9,0                | modifier les données · modifier les données |
| Luzech                    | 46182      | 46140       | Cahors         | Luzech                     | CC de la Vallée du Lot et du Vignoble | 22,13            | 1 758 (2022)                      | 79                 | modifier les données · modifier les données |
| Marcilhac-sur-Célé        | 46183      | 46160       | Figeac         | Causse et Vallées          | CC Grand-Figeac                       | 27,30            | 183 (2022)                        | 6,7                | modifier les données · modifier les données |
| Marminiac                 | 46184      | 46250       | Gourdon        | Gourdon                    | CC Cazals-Salviac                     | 22,88            | 348 (2022)                        | 15                 | modifier les données · modifier les données |
| Martel                    | 46185      | 46600       | Gourdon        | Martel                     | CC Causses et Vallée de la Dordogne   | 35,28            | 1 639 (2022)                      | 46                 | modifier les données · modifier les données |
| Masclat                   | 46186      | 46350       | Gourdon        | Souillac                   | CC Causses et Vallée de la Dordogne   | 10,02            | 356 (2022)                        | 36                 | modifier les données · modifier les données |
| Mauroux                   | 46187      | 46700       | Cahors         | Puy-l'Évêque               | CC de la Vallée du Lot et du Vignoble | 16,20            | 553 (2022)                        | 34                 | modifier les données · modifier les données |
| Maxou                     | 46188      | 46090       | Cahors         | Causse et Bouriane         | CA Grand Cahors                       | 12,59            | 288 (2022)                        | 23                 | modifier les données · modifier les données |
| Mayrac                    | 46337      | 46200       | Gourdon        | Souillac                   | CC Causses et Vallée de la Dordogne   | 7,86             | 256 (2022)                        | 33                 | modifier les données · modifier les données |
| Mayrinhac-Lentour         | 46189      | 46500       | Figeac         | Saint-Céré                 | CC Causses et Vallée de la Dordogne   | 15,57            | 487 (2022)                        | 31                 | modifier les données · modifier les données |
| Mechmont                  | 46190      | 46150       | Cahors         | Causse et Bouriane         | CA Grand Cahors                       | 6,71             | 126 (2022)                        | 19                 | modifier les données · modifier les données |
| Mercuès                   | 46191      | 46090       | Cahors         | Cahors-1                   | CA Grand Cahors                       | 7,24             | 1 125 (2022)                      | 155                | modifier les données · modifier les données |
| Meyronne                  | 46192      | 46200       | Gourdon        | Souillac                   | CC Causses et Vallée de la Dordogne   | 8,04             | 264 (2022)                        | 33                 | modifier les données · modifier les données |
| Miers                     | 46193      | 46500       | Gourdon        | Gramat                     | CC Causses et Vallée de la Dordogne   | 25,28            | 448 (2022)                        | 18                 | modifier les données · modifier les données |
| Milhac                    | 46194      | 46300       | Gourdon        | Gourdon                    | CC Quercy-Bouriane                    | 5,42             | 199 (2022)                        | 37                 | modifier les données · modifier les données |
| Molières                  | 46195      | 46120       | Figeac         | Saint-Céré                 | CC Grand-Figeac                       | 12,77            | 357 (2022)                        | 28                 | modifier les données · modifier les données |
| Montamel                  | 46196      | 46310       | Gourdon        | Causse et Bouriane         | CC Quercy-Bouriane                    | 9,61             | 91 (2022)                         | 9,5                | modifier les données · modifier les données |
| Le Montat                 | 46197      | 46090       | Cahors         | Cahors-3                   | CA Grand Cahors                       | 22,54            | 1 102 (2022)                      | 49                 | modifier les données · modifier les données |
| Montbrun                  | 46198      | 46160       | Figeac         | Causse et Vallées          | CC Grand-Figeac                       | 8,34             | 111 (2022)                        | 13                 | modifier les données · modifier les données |
| Montcabrier               | 46199      | 46700       | Cahors         | Puy-l'Évêque               | CC de la Vallée du Lot et du Vignoble | 21,75            | 342 (2022)                        | 16                 | modifier les données · modifier les données |
| Montcléra                 | 46200      | 46250       | Gourdon        | Puy-l'Évêque               | CC Cazals-Salviac                     | 20,91            | 275 (2022)                        | 13                 | modifier les données · modifier les données |
| Montcuq-en-Quercy-Blanc   | 46201      | 46800       | Cahors         | Luzech                     | CC du Quercy Blanc                    | 78,23            | 1 812 (2022)                      | 23                 | modifier les données · modifier les données |
| Montdoumerc               | 46202      | 46230       | Cahors         | Marches du Sud-Quercy      | CC du Pays de Lalbenque-Limogne       | 13,62            | 570 (2022)                        | 42                 | modifier les données · modifier les données |
| Montet-et-Bouxal          | 46203      | 46210       | Figeac         | Lacapelle-Marival          | CC Grand-Figeac                       | 11,51            | 213 (2022)                        | 19                 | modifier les données · modifier les données |
| Montfaucon                | 46204      | 46240       | Gourdon        | Causse et Bouriane         | CC du Causse de Labastide-Murat       | 26,18            | 588 (2022)                        | 22                 | modifier les données · modifier les données |
| Montgesty                 | 46205      | 46150       | Cahors         | Causse et Bouriane         | CA Grand Cahors                       | 11,88            | 320 (2022)                        | 27                 | modifier les données · modifier les données |
| Montlauzun                | 46206      | 46800       | Cahors         | Luzech                     | CC du Quercy Blanc                    | 6,48             | 121 (2022)                        | 19                 | modifier les données · modifier les données |
| Montredon                 | 46207      | 46270       | Figeac         | Figeac-2                   | CC Grand-Figeac                       | 11,78            | 301 (2022)                        | 26                 | modifier les données · modifier les données |
| Montvalent                | 46208      | 46600       | Gourdon        | Martel                     | CC Causses et Vallée de la Dordogne   | 27,61            | 309 (2022)                        | 11                 | modifier les données · modifier les données |
| Nadaillac-de-Rouge        | 46209      | 46350       | Gourdon        | Souillac                   | CC Causses et Vallée de la Dordogne   | 7,73             | 170 (2022)                        | 22                 | modifier les données · modifier les données |
| Nadillac                  | 46210      | 46360       | Gourdon        | Causse et Vallées          | CC du Causse de Labastide-Murat       | 7,35             | 73 (2022)                         | 9,9                | modifier les données · modifier les données |
| Nuzéjouls                 | 46211      | 46150       | Cahors         | Causse et Bouriane         | CA Grand Cahors                       | 4,74             | 351 (2022)                        | 74                 | modifier les données · modifier les données |
| Orniac                    | 46212      | 46330       | Gourdon        | Causse et Vallées          | CC du Causse de Labastide-Murat       | 16,79            | 72 (2022)                         | 4,3                | modifier les données · modifier les données |
| Padirac                   | 46213      | 46500       | Gourdon        | Gramat                     | CC Causses et Vallée de la Dordogne   | 8,86             | 183 (2022)                        | 21                 | modifier les données · modifier les données |
| Parnac                    | 46214      | 46140       | Cahors         | Luzech                     | CC de la Vallée du Lot et du Vignoble | 5,77             | 382 (2022)                        | 66                 | modifier les données · modifier les données |
| Payrac                    | 46215      | 46350       | Gourdon        | Souillac                   | CC Causses et Vallée de la Dordogne   | 19,50            | 666 (2022)                        | 34                 | modifier les données · modifier les données |
| Payrignac                 | 46216      | 46300       | Gourdon        | Gourdon                    | CC Quercy-Bouriane                    | 21,64            | 654 (2022)                        | 30                 | modifier les données · modifier les données |
| Les Pechs du Vers         | 46252      | 46360       | Gourdon        | Causse et Vallées          | CC du Causse de Labastide-Murat       | 26,21            | 306 (2022)                        | 12                 | modifier les données · modifier les données |
| Pern-Lhospitalet          | 46172      | 46170       | Cahors         | Marches du Sud-Quercy      | CC du Quercy Blanc                    | 40,31            | 925 (2022)                        | 23                 | modifier les données · modifier les données |
| Pescadoires               | 46218      | 46220       | Cahors         | Puy-l'Évêque               | CC de la Vallée du Lot et du Vignoble | 3,28             | 186 (2022)                        | 57                 | modifier les données · modifier les données |
| Peyrilles                 | 46219      | 46310       | Gourdon        | Causse et Bouriane         | CC Quercy-Bouriane                    | 28,41            | 346 (2022)                        | 12                 | modifier les données · modifier les données |
| Pinsac                    | 46220      | 46200       | Gourdon        | Souillac                   | CC Causses et Vallée de la Dordogne   | 19,69            | 771 (2022)                        | 39                 | modifier les données · modifier les données |
| Planioles                 | 46221      | 46100       | Figeac         | Figeac-1                   | CC Grand-Figeac                       | 5,85             | 549 (2022)                        | 94                 | modifier les données · modifier les données |
| Pomarède                  | 46222      | 46250       | Gourdon        | Puy-l'Évêque               | CC Cazals-Salviac                     | 7,04             | 190 (2022)                        | 27                 | modifier les données · modifier les données |
| Pontcirq                  | 46223      | 46150       | Cahors         | Causse et Bouriane         | CA Grand Cahors                       | 8,94             | 182 (2022)                        | 20                 | modifier les données · modifier les données |
| Porte-du-Quercy           | 46033      | 46800       | Cahors         | Puy-l'Évêque               | CC du Quercy Blanc                    | 49,02            | 534 (2022)                        | 11                 | modifier les données · modifier les données |
| Pradines                  | 46224      | 46090       | Cahors         | Cahors-1                   | CA Grand Cahors                       | 16,49            | 3 600 (2022)                      | 218                | modifier les données · modifier les données |
| Prayssac                  | 46225      | 46220       | Cahors         | Puy-l'Évêque               | CC de la Vallée du Lot et du Vignoble | 24,05            | 2 500 (2022)                      | 104                | modifier les données · modifier les données |
| Prendeignes               | 46226      | 46270       | Figeac         | Figeac-2                   | CC Grand-Figeac                       | 15,76            | 232 (2022)                        | 15                 | modifier les données · modifier les données |
| Promilhanes               | 46227      | 46260       | Cahors         | Marches du Sud-Quercy      | CC Ouest Aveyron Communauté           | 14,55            | 229 (2022)                        | 16                 | modifier les données · modifier les données |
| Prudhomat                 | 46228      | 46130       | Figeac         | Cère et Ségala             | CC Causses et Vallée de la Dordogne   | 12,39            | 735 (2022)                        | 59                 | modifier les données · modifier les données |
| Puy-l'Évêque              | 46231      | 46700       | Cahors         | Puy-l'Évêque               | CC de la Vallée du Lot et du Vignoble | 26,38            | 1 870 (2022)                      | 71                 | modifier les données · modifier les données |
| Puybrun                   | 46229      | 46130       | Figeac         | Cère et Ségala             | CC Causses et Vallée de la Dordogne   | 4,36             | 993 (2022)                        | 228                | modifier les données · modifier les données |
| Puyjourdes                | 46230      | 46260       | Figeac         | Causse et Vallées          | CC Grand-Figeac                       | 7,83             | 90 (2022)                         | 11                 | modifier les données · modifier les données |
| Quissac-en-Quercy         | 46233      | 46320       | Figeac         | Causse et Vallées          | CC Grand-Figeac                       | 25,17            | 106 (2022)                        | 4,2                | modifier les données · modifier les données |
| Rampoux                   | 46234      | 46340       | Gourdon        | Gourdon                    | CC Cazals-Salviac                     | 5,83             | 102 (2022)                        | 17                 | modifier les données · modifier les données |
| Reilhac                   | 46235      | 46500       | Figeac         | Gramat                     | CC Grand-Figeac                       | 12,98            | 173 (2022)                        | 13                 | modifier les données · modifier les données |
| Reilhaguet                | 46236      | 46350       | Gourdon        | Souillac                   | CC Causses et Vallée de la Dordogne   | 15,96            | 151 (2022)                        | 9,5                | modifier les données · modifier les données |
| Reyrevignes               | 46237      | 46320       | Figeac         | Lacapelle-Marival          | CC Grand-Figeac                       | 12,44            | 366 (2022)                        | 29                 | modifier les données · modifier les données |
| Rignac                    | 46238      | 46500       | Gourdon        | Gramat                     | CC Causses et Vallée de la Dordogne   | 9,64             | 292 (2022)                        | 30                 | modifier les données · modifier les données |
| Le Roc                    | 46239      | 46200       | Gourdon        | Souillac                   | CC Causses et Vallée de la Dordogne   | 6,95             | 208 (2022)                        | 30                 | modifier les données · modifier les données |
| Rocamadour                | 46240      | 46500       | Gourdon        | Gramat                     | CC Causses et Vallée de la Dordogne   | 49,42            | 604 (2022)                        | 12                 | modifier les données · modifier les données |
| Rouffilhac                | 46241      | 46300       | Gourdon        | Gourdon                    | CC Quercy-Bouriane                    | 6,50             | 196 (2022)                        | 30                 | modifier les données · modifier les données |
| Rudelle                   | 46242      | 46120       | Figeac         | Lacapelle-Marival          | CC Grand-Figeac                       | 6,83             | 185 (2022)                        | 27                 | modifier les données · modifier les données |
| Rueyres                   | 46243      | 46120       | Figeac         | Lacapelle-Marival          | CC Grand-Figeac                       | 9,31             | 195 (2022)                        | 21                 | modifier les données · modifier les données |
| Sabadel-Latronquière      | 46244      | 46210       | Figeac         | Lacapelle-Marival          | CC Grand-Figeac                       | 12,29            | 93 (2022)                         | 7,6                | modifier les données · modifier les données |
| Sabadel-Lauzès            | 46245      | 46360       | Gourdon        | Causse et Vallées          | CC du Causse de Labastide-Murat       | 8,79             | 91 (2022)                         | 10                 | modifier les données · modifier les données |
| Saignes                   | 46246      | 46500       | Figeac         | Saint-Céré                 | CC Causses et Vallée de la Dordogne   | 3,55             | 74 (2022)                         | 21                 | modifier les données · modifier les données |
| Saillac                   | 46247      | 46260       | Cahors         | Marches du Sud-Quercy      | CC du Pays de Lalbenque-Limogne       | 16,28            | 148 (2022)                        | 9,1                | modifier les données · modifier les données |
| Saint-Bressou             | 46249      | 46120       | Figeac         | Lacapelle-Marival          | CC Grand-Figeac                       | 10,03            | 122 (2022)                        | 12                 | modifier les données · modifier les données |
| Saint-Caprais             | 46250      | 46250       | Gourdon        | Puy-l'Évêque               | CC Cazals-Salviac                     | 8,85             | 80 (2022)                         | 9,0                | modifier les données · modifier les données |
| Saint-Céré                | 46251      | 46400       | Figeac         | Saint-Céré                 | CC Causses et Vallée de la Dordogne   | 11,33            | 3 449 (2022)                      | 304                | modifier les données · modifier les données |
| Saint-Chamarand           | 46253      | 46310       | Gourdon        | Causse et Bouriane         | CC Quercy-Bouriane                    | 13,09            | 186 (2022)                        | 14                 | modifier les données · modifier les données |
| Saint-Chels               | 46254      | 46160       | Figeac         | Causse et Vallées          | CC Grand-Figeac                       | 17,91            | 142 (2022)                        | 7,9                | modifier les données · modifier les données |
| Saint-Cirgues             | 46255      | 46210       | Figeac         | Lacapelle-Marival          | CC Grand-Figeac                       | 32,50            | 323 (2022)                        | 9,9                | modifier les données · modifier les données |
| Saint-Cirq-Lapopie        | 46256      | 46330       | Cahors         | Causse et Vallées          | CA Grand Cahors                       | 17,89            | 204 (2022)                        | 11                 | modifier les données · modifier les données |
| Saint-Cirq-Madelon        | 46257      | 46300       | Gourdon        | Gourdon                    | CC Quercy-Bouriane                    | 7,49             | 154 (2022)                        | 21                 | modifier les données · modifier les données |
| Saint-Cirq-Souillaguet    | 46258      | 46300       | Gourdon        | Gourdon                    | CC Quercy-Bouriane                    | 8,54             | 172 (2022)                        | 20                 | modifier les données · modifier les données |
| Saint-Clair               | 46259      | 46300       | Gourdon        | Gourdon                    | CC Quercy-Bouriane                    | 11,00            | 141 (2022)                        | 13                 | modifier les données · modifier les données |
| Saint-Denis-Catus         | 46264      | 46150       | Cahors         | Causse et Bouriane         | CA Grand Cahors                       | 10,78            | 203 (2022)                        | 19                 | modifier les données · modifier les données |
| Saint-Denis-lès-Martel    | 46265      | 46600       | Gourdon        | Martel                     | CC Causses et Vallée de la Dordogne   | 7,93             | 334 (2022)                        | 42                 | modifier les données · modifier les données |
| Saint-Félix               | 46266      | 46100       | Figeac         | Figeac-2                   | CC Grand-Figeac                       | 7,73             | 523 (2022)                        | 68                 | modifier les données · modifier les données |
| Saint-Germain-du-Bel-Air  | 46267      | 46310       | Gourdon        | Causse et Bouriane         | CC Quercy-Bouriane                    | 21,47            | 604 (2022)                        | 28                 | modifier les données · modifier les données |
| Saint Géry-Vers           | 46268      | 46090 46330 | Cahors         | Causse et Vallées          | CA Grand Cahors                       | 31,52            | 912 (2022)                        | 29                 | modifier les données · modifier les données |
| Saint-Hilaire             | 46269      | 46210       | Figeac         | Lacapelle-Marival          | CC Grand-Figeac                       | 7,93             | 62 (2022)                         | 7,8                | modifier les données · modifier les données |
| Saint-Jean-de-Laur        | 46270      | 46260       | Figeac         | Causse et Vallées          | CC Grand-Figeac                       | 21,57            | 247 (2022)                        | 11                 | modifier les données · modifier les données |
| Saint-Jean-Lagineste      | 46339      | 46400       | Figeac         | Saint-Céré                 | CC Causses et Vallée de la Dordogne   | 12,66            | 389 (2022)                        | 31                 | modifier les données · modifier les données |
| Saint-Jean-Lespinasse     | 46271      | 46400       | Figeac         | Saint-Céré                 | CC Causses et Vallée de la Dordogne   | 5,99             | 411 (2022)                        | 69                 | modifier les données · modifier les données |
| Saint-Jean-Mirabel        | 46272      | 46270       | Figeac         | Figeac-2                   | CC Grand-Figeac                       | 9,20             | 309 (2022)                        | 34                 | modifier les données · modifier les données |
| Saint-Laurent-les-Tours   | 46273      | 46400       | Figeac         | Saint-Céré                 | CC Causses et Vallée de la Dordogne   | 10,84            | 845 (2022)                        | 78                 | modifier les données · modifier les données |
| Saint-Martin-Labouval     | 46276      | 46330       | Cahors         | Causse et Vallées          | CC du Pays de Lalbenque-Limogne       | 13,49            | 196 (2022)                        | 15                 | modifier les données · modifier les données |
| Saint-Martin-le-Redon     | 46277      | 46700       | Cahors         | Puy-l'Évêque               | CC de la Vallée du Lot et du Vignoble | 10,60            | 194 (2022)                        | 18                 | modifier les données · modifier les données |
| Saint-Maurice-en-Quercy   | 46279      | 46120       | Figeac         | Lacapelle-Marival          | CC Grand-Figeac                       | 13,00            | 205 (2022)                        | 16                 | modifier les données · modifier les données |
| Saint-Médard              | 46280      | 46150       | Cahors         | Causse et Bouriane         | CA Grand Cahors                       | 11,78            | 190 (2022)                        | 16                 | modifier les données · modifier les données |
| Saint-Médard-de-Presque   | 46281      | 46400       | Figeac         | Saint-Céré                 | CC Causses et Vallée de la Dordogne   | 5,29             | 201 (2022)                        | 38                 | modifier les données · modifier les données |
| Saint-Médard-Nicourby     | 46282      | 46210       | Figeac         | Lacapelle-Marival          | CC Grand-Figeac                       | 7,77             | 98 (2022)                         | 13                 | modifier les données · modifier les données |
| Saint-Michel-de-Bannières | 46283      | 46110       | Gourdon        | Martel                     | CC Causses et Vallée de la Dordogne   | 7,74             | 341 (2022)                        | 44                 | modifier les données · modifier les données |
| Saint-Michel-Loubéjou     | 46284      | 46130       | Figeac         | Cère et Ségala             | CC Causses et Vallée de la Dordogne   | 5,25             | 416 (2022)                        | 79                 | modifier les données · modifier les données |
| Saint-Paul-de-Vern        | 46286      | 46400       | Figeac         | Saint-Céré                 | CC Causses et Vallée de la Dordogne   | 10,84            | 174 (2022)                        | 16                 | modifier les données · modifier les données |
| Saint-Paul-Flaugnac       | 46103      | 46170       | Cahors         | Marches du Sud-Quercy      | CC du Quercy Blanc                    | 51,15            | 981 (2022)                        | 19                 | modifier les données · modifier les données |
| Saint-Perdoux             | 46288      | 46100       | Figeac         | Figeac-2                   | CC Grand-Figeac                       | 12,53            | 202 (2022)                        | 16                 | modifier les données · modifier les données |
| Saint-Pierre-Lafeuille    | 46340      | 46090       | Cahors         | Causse et Bouriane         | CA Grand Cahors                       | 8,52             | 398 (2022)                        | 47                 | modifier les données · modifier les données |
| Saint-Pierre-Toirac       | 46289      | 46160       | Figeac         | Causse et Vallées          | CC Grand-Figeac                       | 5,83             | 164 (2022)                        | 28                 | modifier les données · modifier les données |
| Saint-Projet              | 46290      | 46300       | Gourdon        | Gourdon                    | CC Quercy-Bouriane                    | 15,83            | 354 (2022)                        | 22                 | modifier les données · modifier les données |
| Saint-Simon               | 46292      | 46320       | Figeac         | Lacapelle-Marival          | CC Grand-Figeac                       | 9,26             | 194 (2022)                        | 21                 | modifier les données · modifier les données |
| Saint-Sozy                | 46293      | 46200       | Gourdon        | Souillac                   | CC Causses et Vallée de la Dordogne   | 8,59             | 486 (2022)                        | 57                 | modifier les données · modifier les données |
| Saint-Sulpice             | 46294      | 46160       | Figeac         | Causse et Vallées          | CC Grand-Figeac                       | 13,19            | 134 (2022)                        | 10                 | modifier les données · modifier les données |
| Saint-Vincent-du-Pendit   | 46295      | 46400       | Figeac         | Saint-Céré                 | CC Causses et Vallée de la Dordogne   | 9,24             | 226 (2022)                        | 24                 | modifier les données · modifier les données |
| Saint-Vincent-Rive-d'Olt  | 46296      | 46140       | Cahors         | Luzech                     | CC de la Vallée du Lot et du Vignoble | 19,90            | 432 (2022)                        | 22                 | modifier les données · modifier les données |
| Sainte-Colombe            | 46260      | 46120       | Figeac         | Lacapelle-Marival          | CC Grand-Figeac                       | 11,35            | 234 (2022)                        | 21                 | modifier les données · modifier les données |
| Salviac                   | 46297      | 46340       | Gourdon        | Gourdon                    | CC Cazals-Salviac                     | 29,61            | 1 218 (2022)                      | 41                 | modifier les données · modifier les données |
| Sauliac-sur-Célé          | 46299      | 46330       | Figeac         | Causse et Vallées          | CC Grand-Figeac                       | 25,13            | 116 (2022)                        | 4,6                | modifier les données · modifier les données |
| Sauzet                    | 46301      | 46140       | Cahors         | Luzech                     | CC de la Vallée du Lot et du Vignoble | 11,09            | 533 (2022)                        | 48                 | modifier les données · modifier les données |
| Sénaillac-Latronquière    | 46302      | 46210       | Figeac         | Lacapelle-Marival          | CC Grand-Figeac                       | 11,26            | 129 (2022)                        | 11                 | modifier les données · modifier les données |
| Sénaillac-Lauzès          | 46303      | 46360       | Gourdon        | Causse et Vallées          | CC du Causse de Labastide-Murat       | 25,78            | 145 (2022)                        | 5,6                | modifier les données · modifier les données |
| Séniergues                | 46304      | 46240       | Gourdon        | Causse et Bouriane         | CC du Causse de Labastide-Murat       | 18,17            | 144 (2022)                        | 7,9                | modifier les données · modifier les données |
| Sérignac                  | 46305      | 46700       | Cahors         | Puy-l'Évêque               | CC de la Vallée du Lot et du Vignoble | 18,44            | 334 (2022)                        | 18                 | modifier les données · modifier les données |
| Sonac                     | 46306      | 46320       | Figeac         | Lacapelle-Marival          | CC Grand-Figeac                       | 7,34             | 93 (2022)                         | 13                 | modifier les données · modifier les données |
| Soturac                   | 46307      | 46700       | Cahors         | Puy-l'Évêque               | CC de la Vallée du Lot et du Vignoble | 19,55            | 638 (2022)                        | 33                 | modifier les données · modifier les données |
| Soucirac                  | 46308      | 46300       | Gourdon        | Causse et Bouriane         | CC Quercy-Bouriane                    | 11,31            | 103 (2022)                        | 9,1                | modifier les données · modifier les données |
| Souillac                  | 46309      | 46200       | Gourdon        | Souillac                   | CC Causses et Vallée de la Dordogne   | 25,92            | 3 199 (2022)                      | 123                | modifier les données · modifier les données |
| Soulomès                  | 46310      | 46240       | Gourdon        | Causse et Vallées          | CC du Causse de Labastide-Murat       | 7,67             | 133 (2022)                        | 17                 | modifier les données · modifier les données |
| Sousceyrac-en-Quercy      | 46311      | 46190       | Figeac         | Cère et Ségala             | CC Causses et Vallée de la Dordogne   | 140,30           | 1 335 (2022)                      | 9,5                | modifier les données · modifier les données |
| Strenquels                | 46312      | 46110       | Gourdon        | Martel                     | CC Causses et Vallée de la Dordogne   | 9,01             | 264 (2022)                        | 29                 | modifier les données · modifier les données |
| Tauriac                   | 46313      | 46130       | Figeac         | Cère et Ségala             | CC Causses et Vallée de la Dordogne   | 8,23             | 464 (2022)                        | 56                 | modifier les données · modifier les données |
| Terrou                    | 46314      | 46120       | Figeac         | Lacapelle-Marival          | CC Grand-Figeac                       | 9,94             | 175 (2022)                        | 18                 | modifier les données · modifier les données |
| Teyssieu                  | 46315      | 46190       | Figeac         | Cère et Ségala             | CC Causses et Vallée de la Dordogne   | 13,63            | 163 (2022)                        | 12                 | modifier les données · modifier les données |
| Thédirac                  | 46316      | 46150       | Gourdon        | Causse et Bouriane         | CC Cazals-Salviac                     | 16,51            | 298 (2022)                        | 18                 | modifier les données · modifier les données |
| Thégra                    | 46317      | 46500       | Gourdon        | Gramat                     | CC Causses et Vallée de la Dordogne   | 12,82            | 488 (2022)                        | 38                 | modifier les données · modifier les données |
| Thémines                  | 46318      | 46120       | Figeac         | Lacapelle-Marival          | CC Grand-Figeac                       | 13,35            | 242 (2022)                        | 18                 | modifier les données · modifier les données |
| Théminettes               | 46319      | 46120       | Figeac         | Lacapelle-Marival          | CC Grand-Figeac                       | 8,71             | 182 (2022)                        | 21                 | modifier les données · modifier les données |
| Tour-de-Faure             | 46320      | 46330       | Cahors         | Causse et Vallées          | CA Grand Cahors                       | 8,77             | 320 (2022)                        | 36                 | modifier les données · modifier les données |
| Touzac                    | 46321      | 46700       | Cahors         | Puy-l'Évêque               | CC de la Vallée du Lot et du Vignoble | 4,89             | 361 (2022)                        | 74                 | modifier les données · modifier les données |
| Trespoux-Rassiels         | 46322      | 46090       | Cahors         | Cahors-3                   | CA Grand Cahors                       | 20,70            | 828 (2022)                        | 40                 | modifier les données · modifier les données |
| Ussel                     | 46323      | 46240       | Gourdon        | Causse et Bouriane         | CC Quercy-Bouriane                    | 6,74             | 96 (2022)                         | 14                 | modifier les données · modifier les données |
| Uzech                     | 46324      | 46310       | Gourdon        | Causse et Bouriane         | CC Quercy-Bouriane                    | 12,21            | 201 (2022)                        | 16                 | modifier les données · modifier les données |
| Varaire                   | 46328      | 46260       | Cahors         | Marches du Sud-Quercy      | CC du Pays de Lalbenque-Limogne       | 25,52            | 356 (2022)                        | 14                 | modifier les données · modifier les données |
| Vaylats                   | 46329      | 46230       | Cahors         | Marches du Sud-Quercy      | CC du Pays de Lalbenque-Limogne       | 26,37            | 327 (2022)                        | 12                 | modifier les données · modifier les données |
| Vayrac                    | 46330      | 46110       | Gourdon        | Martel                     | CC Causses et Vallée de la Dordogne   | 16,33            | 1 279 (2022)                      | 78                 | modifier les données · modifier les données |
| Viazac                    | 46332      | 46100       | Figeac         | Figeac-2                   | CC Grand-Figeac                       | 17,74            | 339 (2022)                        | 19                 | modifier les données · modifier les données |
| Vidaillac                 | 46333      | 46260       | Cahors         | Marches du Sud-Quercy      | CC du Pays de Lalbenque-Limogne       | 9,49             | 184 (2022)                        | 19                 | modifier les données · modifier les données |
| Le Vigan-en-Quercy        | 46334      | 46300       | Gourdon        | Gourdon                    | CC Quercy-Bouriane                    | 34,40            | 1 544 (2022)                      | 45                 | modifier les données · modifier les données |
| Le Vignon-en-Quercy       | 46232      | 46110 46600 | Gourdon        | Martel                     | CC Causses et Vallée de la Dordogne   | 21,82            | 955 (2022)                        | 44                 | modifier les données · modifier les données |
| Villesèque                | 46335      | 46090       | Cahors         | Luzech                     | CC de la Vallée du Lot et du Vignoble | 23,56            | 402 (2022)                        | 17                 | modifier les données · modifier les données |
| Vire-sur-Lot              | 46336      | 46700       | Cahors         | Puy-l'Évêque               | CC de la Vallée du Lot et du Vignoble | 7,77             | 344 (2022)                        | 44                 | modifier les données · modifier les données |
| Lot                       | 46         |             |                |                            |                                       | 5 217,00         | 175 620 (2022)                    | 34                 | modifier les données                        |